# 4481 Гербелін
4481 Гербелін (4481 Herbelin) — астероїд головного поясу, відкритий 14 вересня 1985 року.
Тіссеранів параметр щодо Юпітера — 3,525.